# John Hough
John Hough, född 21 november 1941 i London, är en brittisk filmregissör. Han är mest känd för sina skräckfilmer, däribland Legenden om djävulshuset (1973) och de av Disney producerade Den äventyrliga flykten (1975), dess uppföljare Dr Gannon och hans robotar (1978) samt Skogens väktare (1980). Han har dock även regisserat bland annat fyra stycken TV-filmatiseringar av Barbara Cartlands kärleksromaner.

## Filmografi (urval)
- 1971 – Draculas döttrar
- 1972 – Skattkammarön
- 1973 – Legenden om djävulshuset
- 1974 – Läskiga Mary, knäppa Larry
- 1975 – Den äventyrliga flykten
- 1978 – Jakten på nazistguldet
- 1978 – Dr Gannon och hans robotar
- 1980 – Skogens väktare
- 1981 – Incubus
- 1982 – Horses triumf
- 1982 – Djävulsön
- 1986 – Biggles
- 1987 – I spel och kärlek
- 1988 – Howling IV
- 1989 – Jungfrun och banditen
- 1990 – Spöket i Monte Carlo
- 1992 – Hans hjärtas utvalda
- 1998 – Something to Believe In
- 2002 – Bad Karma